# Barleria cristata
A Barleria cristata, conhecida popularmente como barléria, é uma planta arbustiva pertencente à família Acanthaceae. Originária da Índia e do Sudeste Asiático, essa espécie se adaptou bem ao clima tropical do Brasil.

## Características
A Barleria cristata é uma planta perene de crescimento rápido, podendo atingir entre 0,9 e 1,2 metros de altura. Suas folhas são ovaladas e de textura áspera, enquanto suas flores apresentam um formato de funil e coloração rosa-arroxeada, embora existam variedades brancas mais raras. A floração ocorre ao longo do ano, com maior intensidade na primavera e no verão.

## Distribuição
No Brasil, a Barleria cristata pode ser encontrada em jardins, parques e áreas de vegetação nativa. Seu cultivo é favorecido pelo clima tropical e equatorial. Além de seu valor ornamental, a planta é utilizada na formação de cercas vivas e renques ao longo de muros e cercas.

## Cultivo e Cuidados
A Barleria cristata deve ser cultivada sob pleno sol ou meia sombra, em solo fértil e bem drenado. As regas devem ser regulares, mantendo o solo levemente úmido, mas sem encharcamento. A adubação pode ser feita com esterco de gado ou composto orgânico no fim do inverno, e com adubo mineral NPK 4-14-8 na primavera-verão. A planta é resistente a pragas e doenças, tornando-se uma excelente opção para paisagismo.

## Propagação
A reprodução da Barleria cristata ocorre por sementes, que germinam facilmente, ou por estaquia, método que permite a multiplicação da planta com relativa facilidade. Em algumas regiões, a espécie pode se comportar como planta invasora devido à sua rápida propagação.